# شارات ملكية

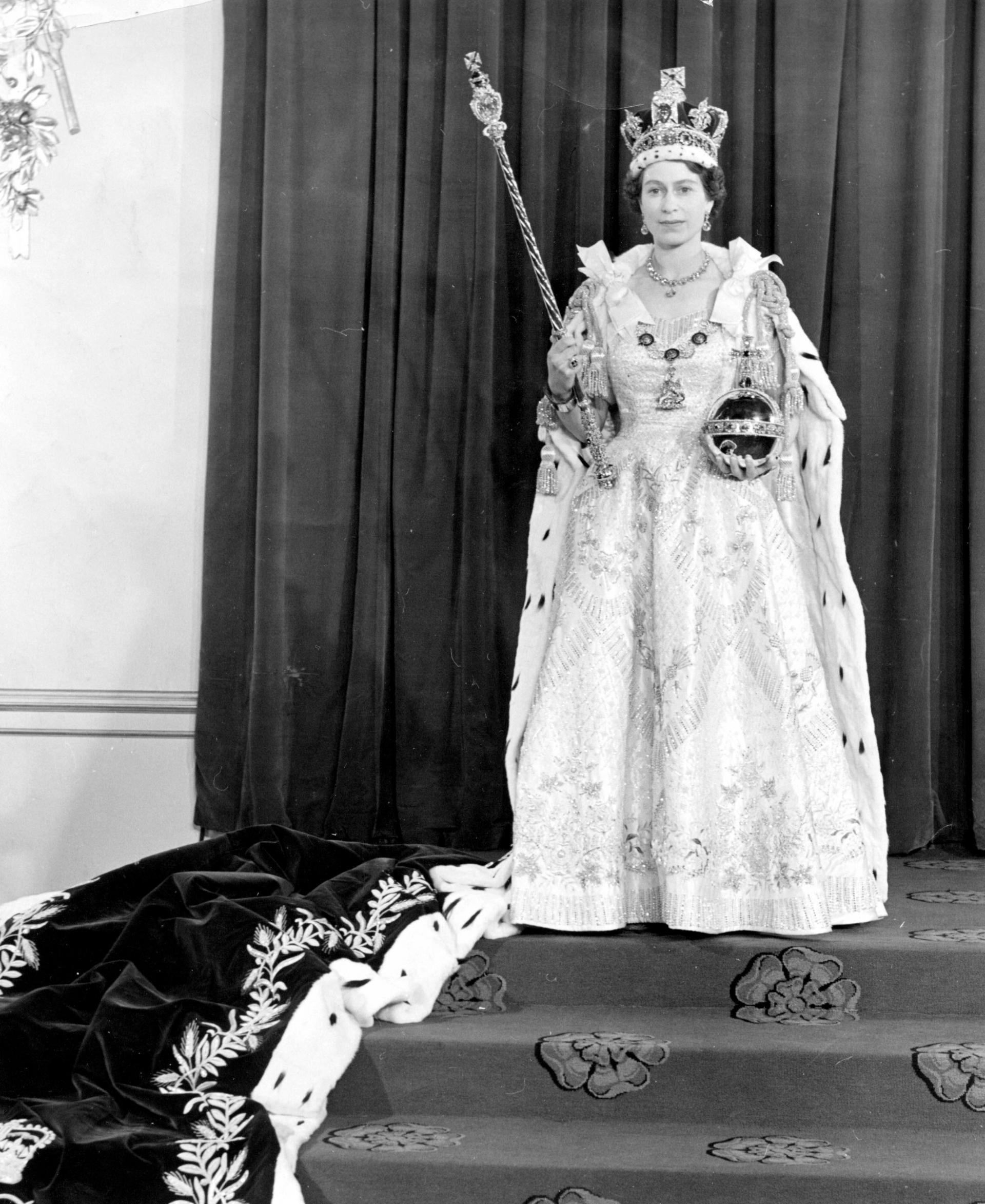
الملكة إليزابيث الثانية مع شاراتها الملكية

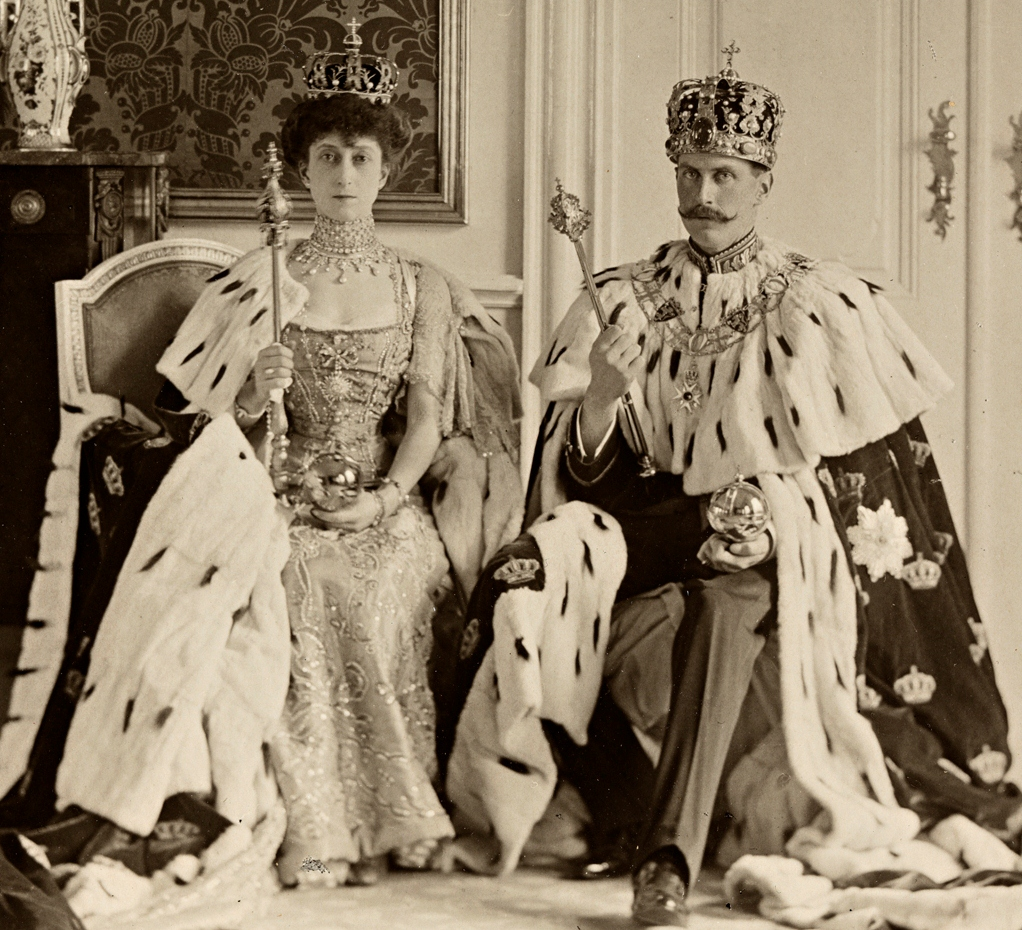
الملك هاكون السابع والملكة مود من النرويج مع شاراتهما الملكية في عام 1906

الشارات الملكية أو مظاهر السيادة (نقحرة: الريجاليا) هي مجموعة الشعارات والرموز أو الزينة التي تدل على المكانة الملكية، بالإضافة إلى الحقوق والامتيازات التي يتمتع بها الملك، بغض النظر عن لقبه. في الأصل، كانت الكلمة تشير إلى الزي الرسمي الفاخر وإكسسوارات الملك، ولكنها الآن تشير أيضًا إلى أي نوع من أنواع الملابس الرسمية الفاخرة. تشتق الكلمة من الصيغة اللاتينية لصفة regalis، أي "ملكي"، المشتقة بدورها من rex، أي "ملك".

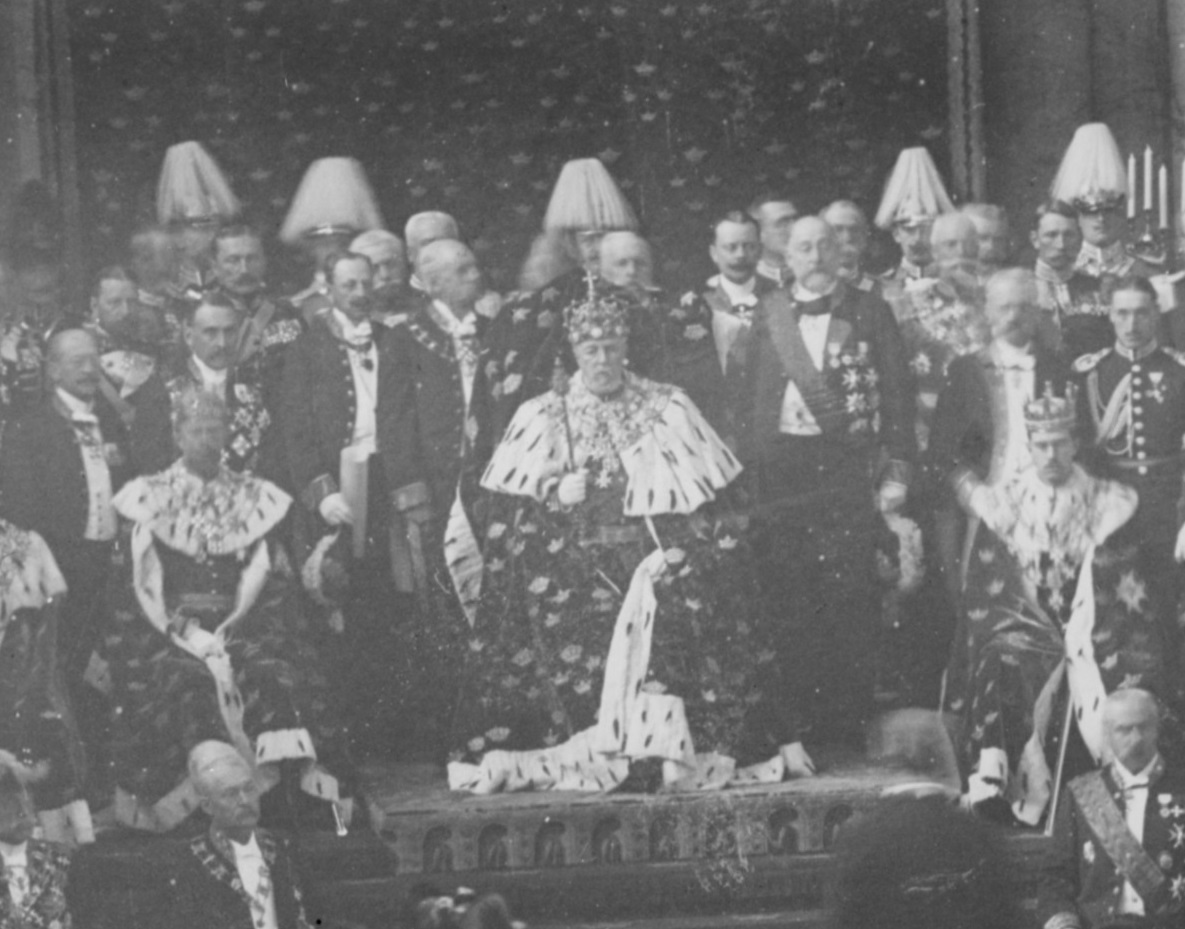
الملك أوسكار الثاني ملك السويد، وولي عهده غوستاف (الخامس) وحفيده غوستاف (السادس) أدولف في تيجانهم في مناسبة رسمية حوالي عام 1900.

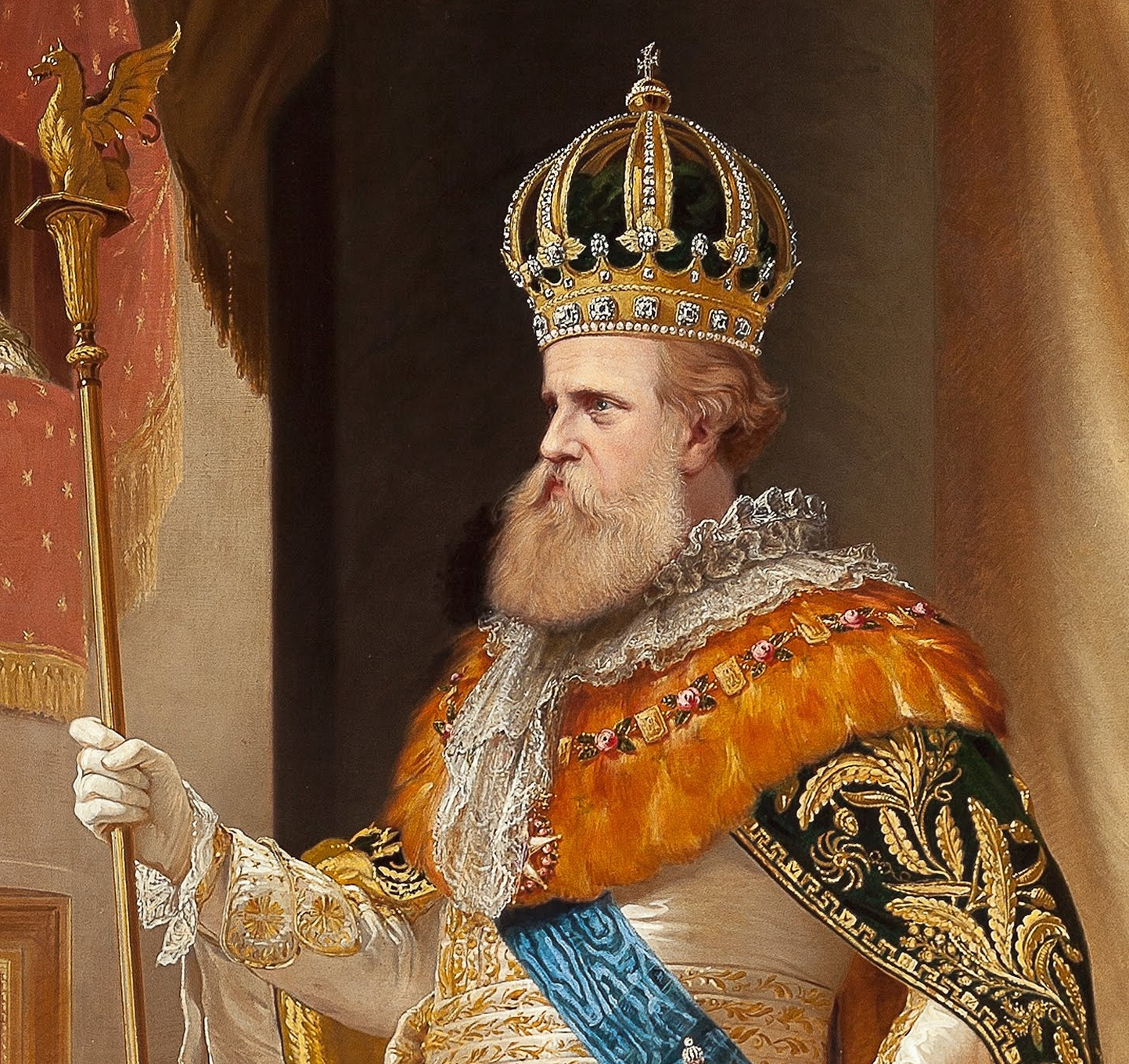
الإمبراطور بيدرو الثاني ملك البرازيل يرتدي عناصر من الشعارات الإمبراطورية. تفاصيل من لوحة عام 1872 لبيدرو أميريكو.

## وصف
يمكن أن يشير المصطلح إلى الحقوق والامتيازات التي يتمتع بها أي صاحب سيادة حصريًا، بغض النظر عن اللقب (الإمبراطور، الدوق الأكبر، إلخ). ومن الأمثلة على ذلك الحق في سك العملات، وخاصة العملات التي تحمل صورة الشخص نفسه. في كثير من الحالات، وخاصة في المجتمعات الإقطاعية والدول الضعيفة عمومًا، تآكلت هذه الحقوق مع مرور الوقت بسبب المنح المقدمة إلى التابعين الأصغر أو اغتصابها من قبلهم.

## الزي الملكي والإكسسوارات والفخامة المرتبطة به

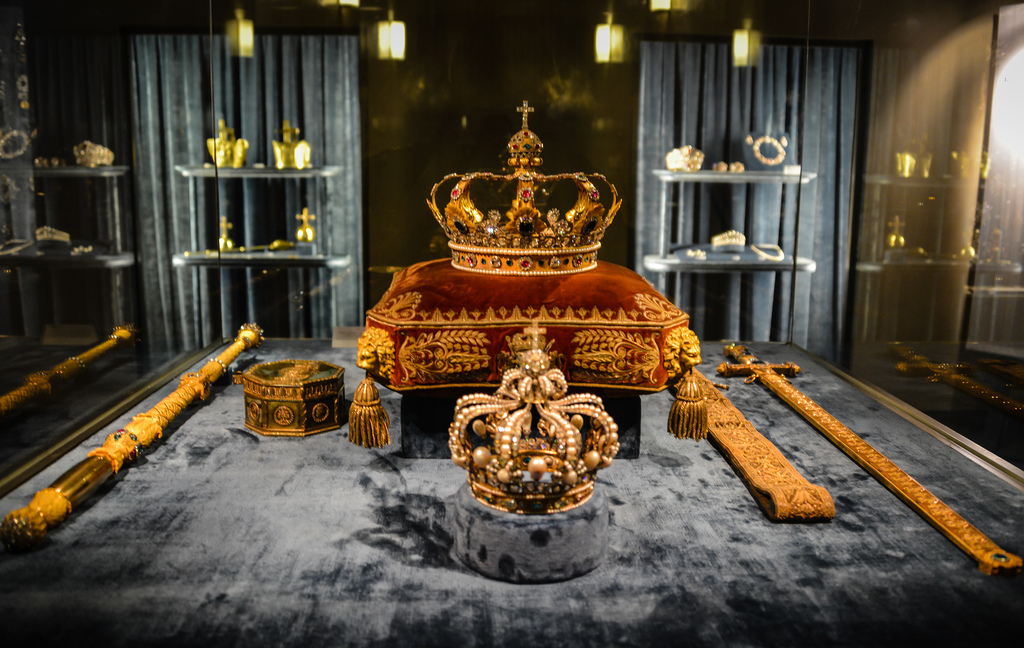
شارات ملوك بافاريا السابقين، خزانة قصر ريزيدينز، ميونيخ

بعض الشعارات أو الرموز أو المتعلقات التي يمتلكها الحكام هي تمثيل مرئي للوضع الإمبراطوري أو الملكي أو السيادي. يتم مشاركة بعضها مع الآلهة، إما لترمز إلى دور الإلهة، على سبيل المثال، ملك البانثيون (على سبيل المثال صولجان براهمان) أو للسماح للملكية البشرية بالتشبه بالإله أو التعرف عليه أو الارتباط به.
يُستخدم مصطلح "جواهر التاج" عادةً للإشارة إلى العناصر التذكارية المصممة لإضفاء بريق على المناسبات مثل التتويج. إنها تتميز بمزيج من المواد الثمينة والقيمة الفنية والقيمة الرمزية أو التاريخية. ربما تم تحديد جواهر التاج في بداية السلالة، أو تم تجميعها عبر سنوات عديدة من التقاليد، أو تم إرسالها كاعتراف ملموس بالشرعية من قبل بعض القادة مثل البابا إلى الإمبراطور أو الخليفة.
قد يكون لكل ثقافة، بل وحتى كل مملكة وسلالة داخل ثقافة واحدة، تقاليدها التاريخية الخاصة، وبعضها حتى لديه اسم محدد لشعاراتها، أو على الأقل لمجموعة فرعية مهمة، مثل:
- تكريمات اسكتلندا
- الشعارات الملكية النيجيرية
- الكنوز الثلاثة المقدسة لإمبراطور اليابان
- الشعارات الإمبراطورية لأباطرة وملوك الإمبراطورية الرومانية المقدسة
- شعارات التاج الفرنسي

ولكن بعض العناصر تتكرر في العديد من التقاليد.

### غطاء الرأس

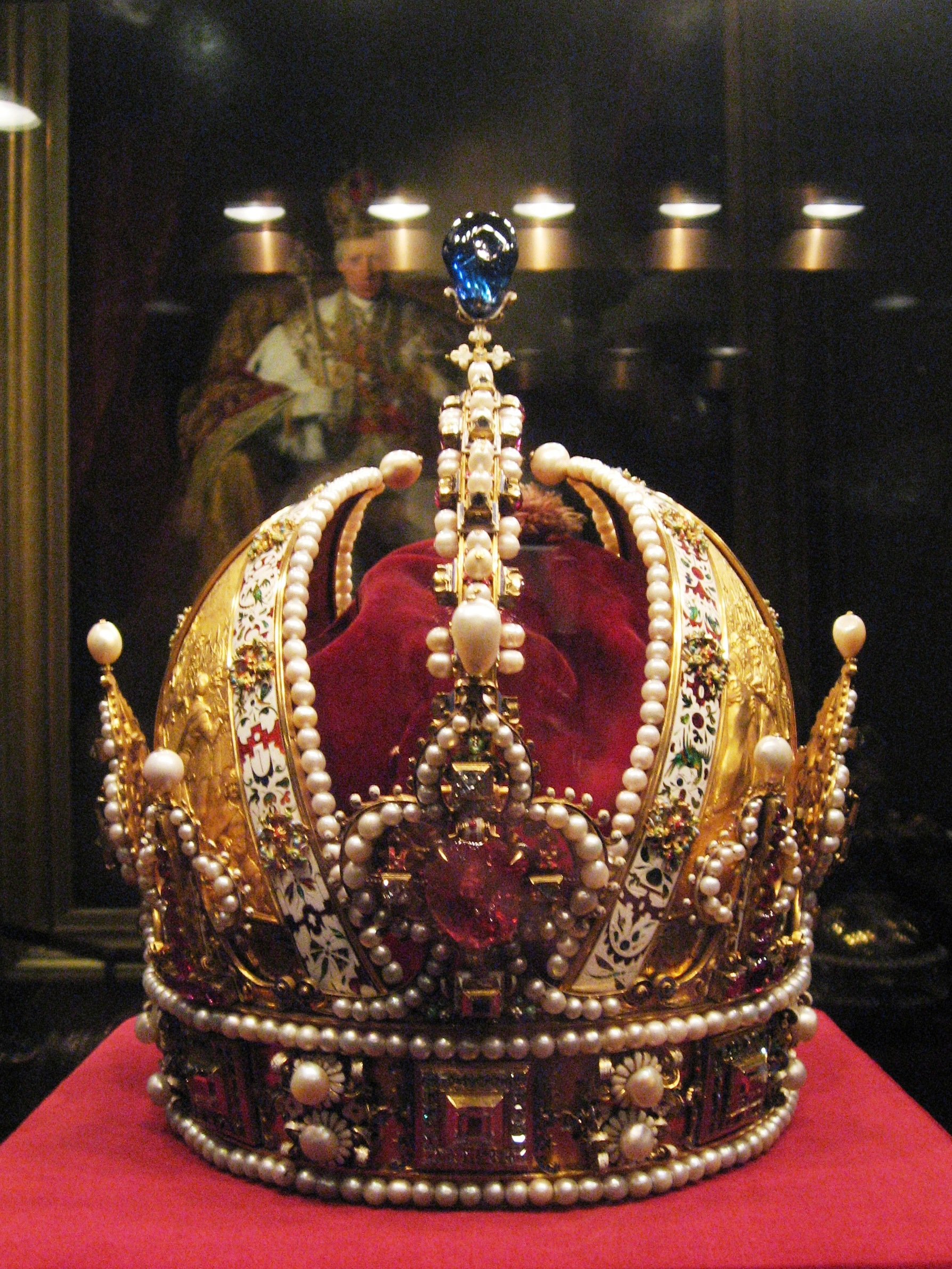
التاج الإمبراطوري النمساوي

- التيجان بمختلف تنوعاتها (ديادم، تاج مرصع)

### ملابس ومجوهرات ملكية أخرى
- أرميلز - أساور
- عباءة تتويج القاقم
- قفازات
- بارمي (بارم) أو بارما، طوق حريري قابل للفصل مع ميداليات من مادة ثمينة مخيطة عليه، [2] كما هو مستخدم في موسكو
- الخواتم، التي ترمز إلى "زواج" الملك من الدولة (في حالة دوق جمهورية البندقية، إلى شريان حياتها، البحر)؛ أو كختم، وهي سمة عملية لسلطته على الأمر قانونيًا

### رموز القوة المحمولة باليد
- كرة

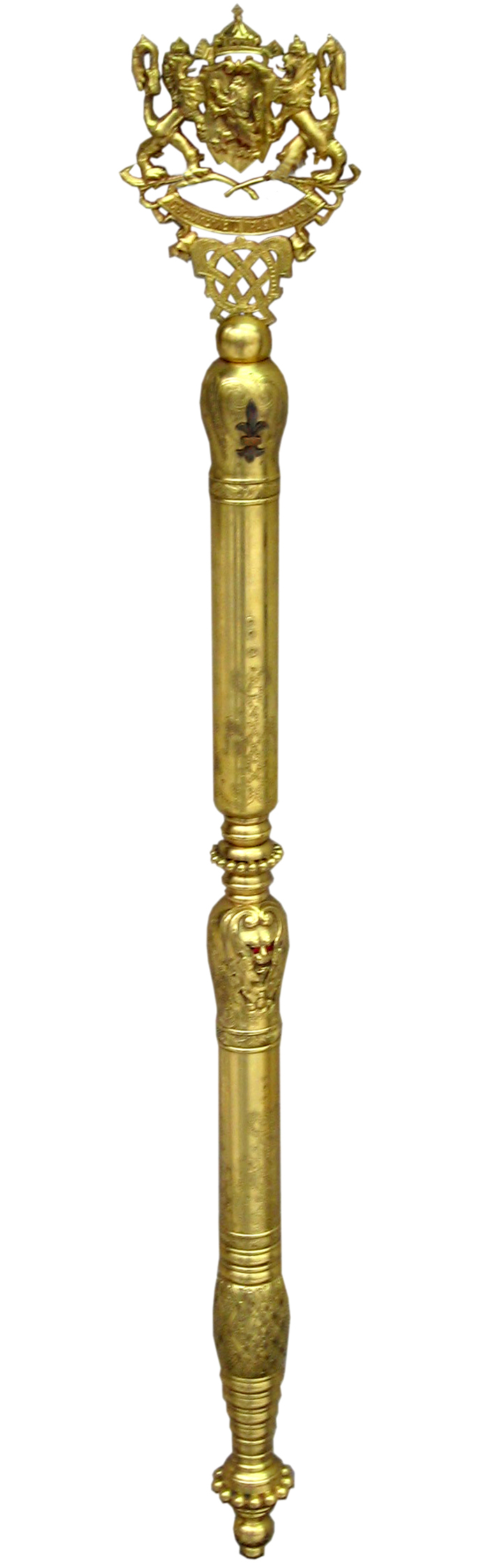
الصولجان الملكي لبوريس الثالث ملك بلغاريا

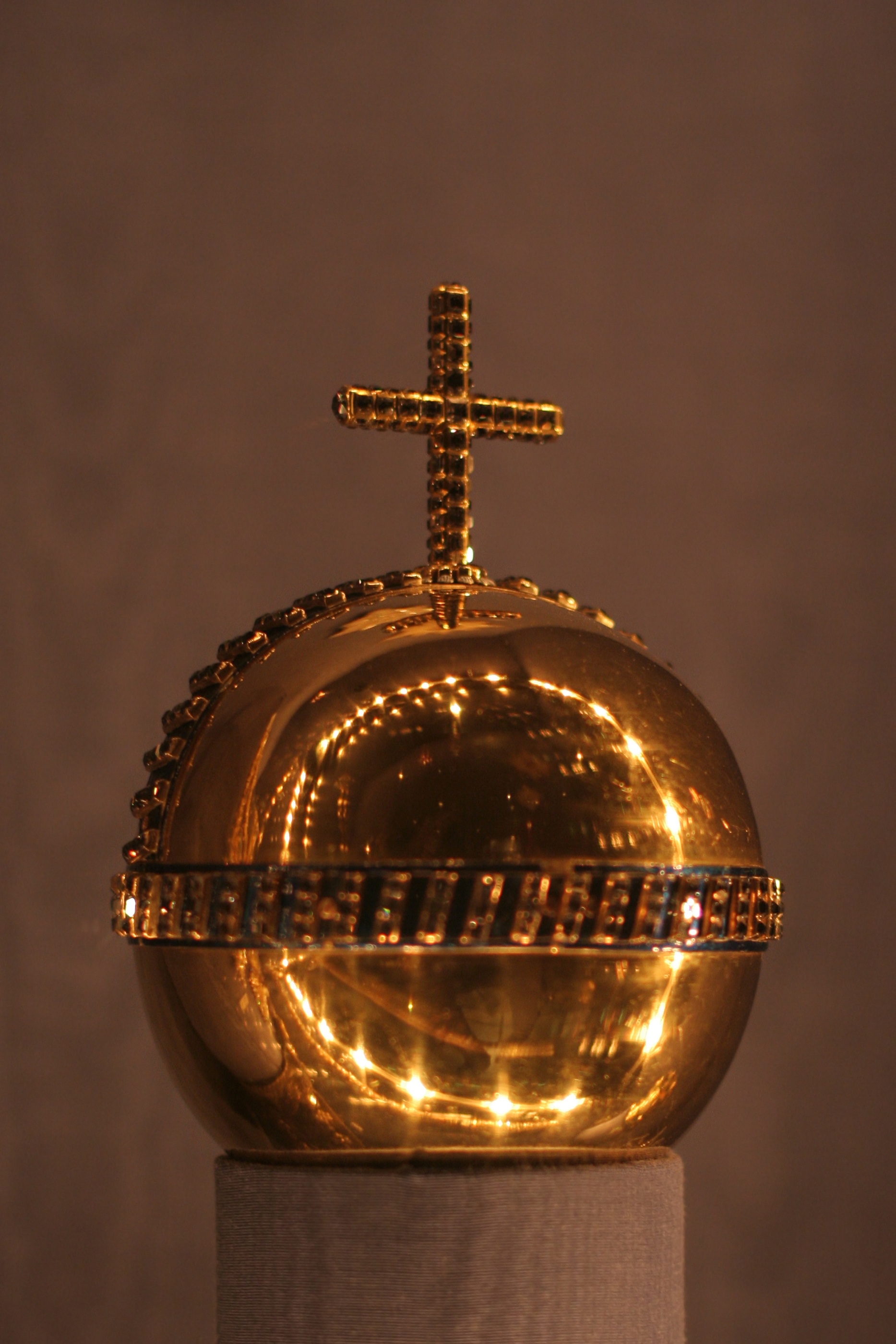
كرة عالم دنماركية. جزء من شعارات التاج الدنماركي.

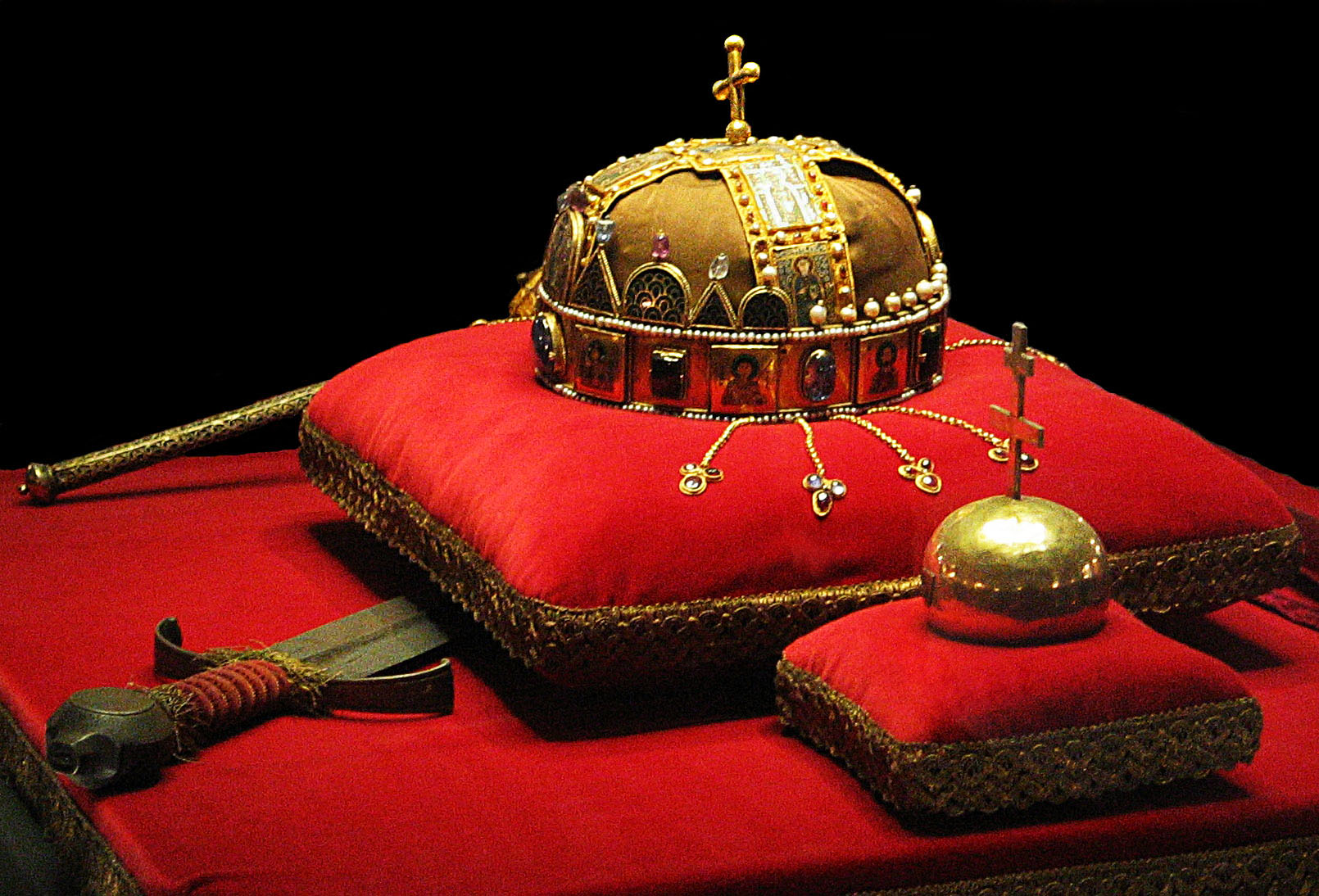
التاج المقدس للمجر مع الشعارات الأخرى.

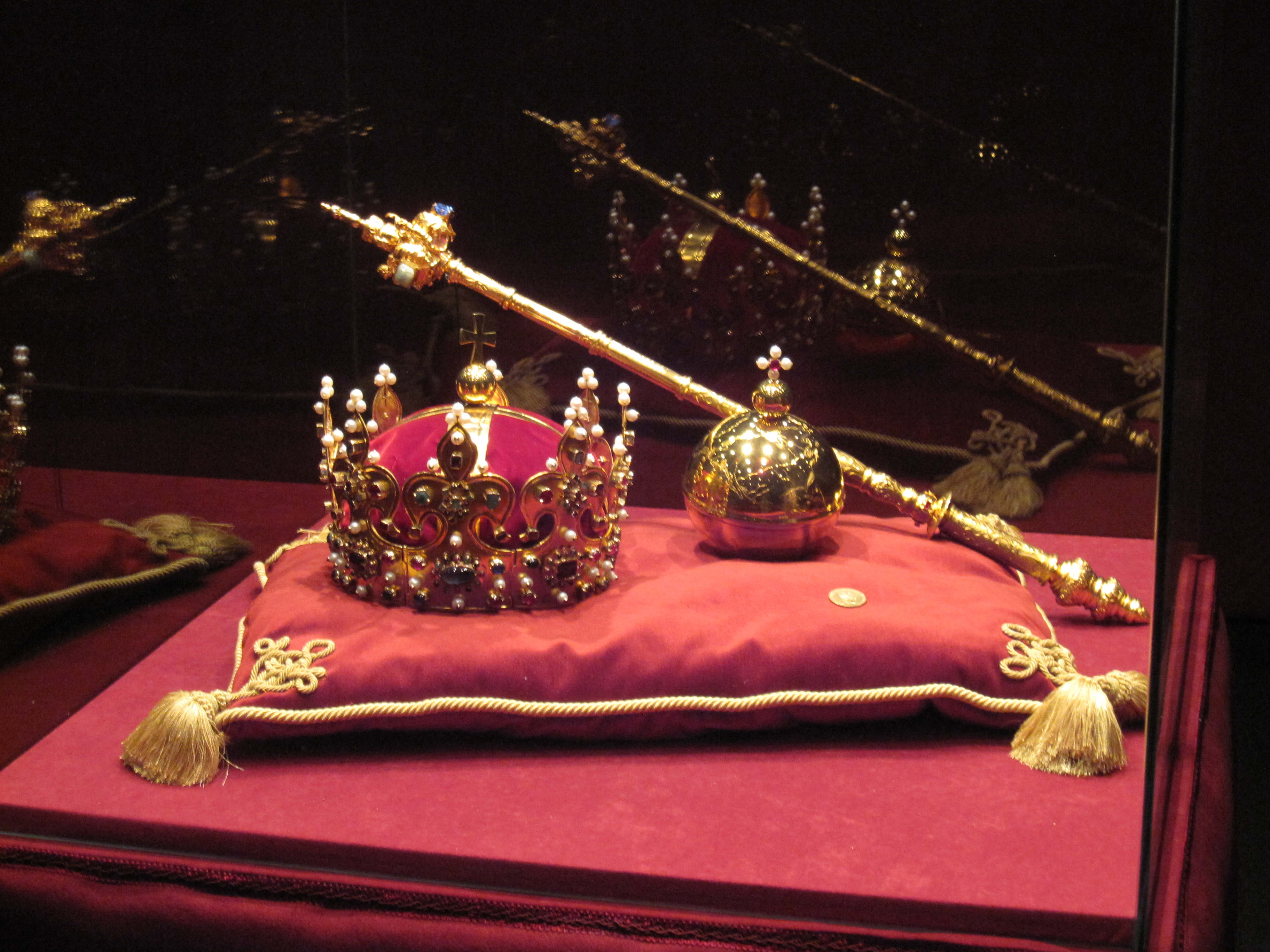
نسخ طبق الأصل من تاج بوليسلاف الأول الشجاع والشعارات الملكية الأخرى.

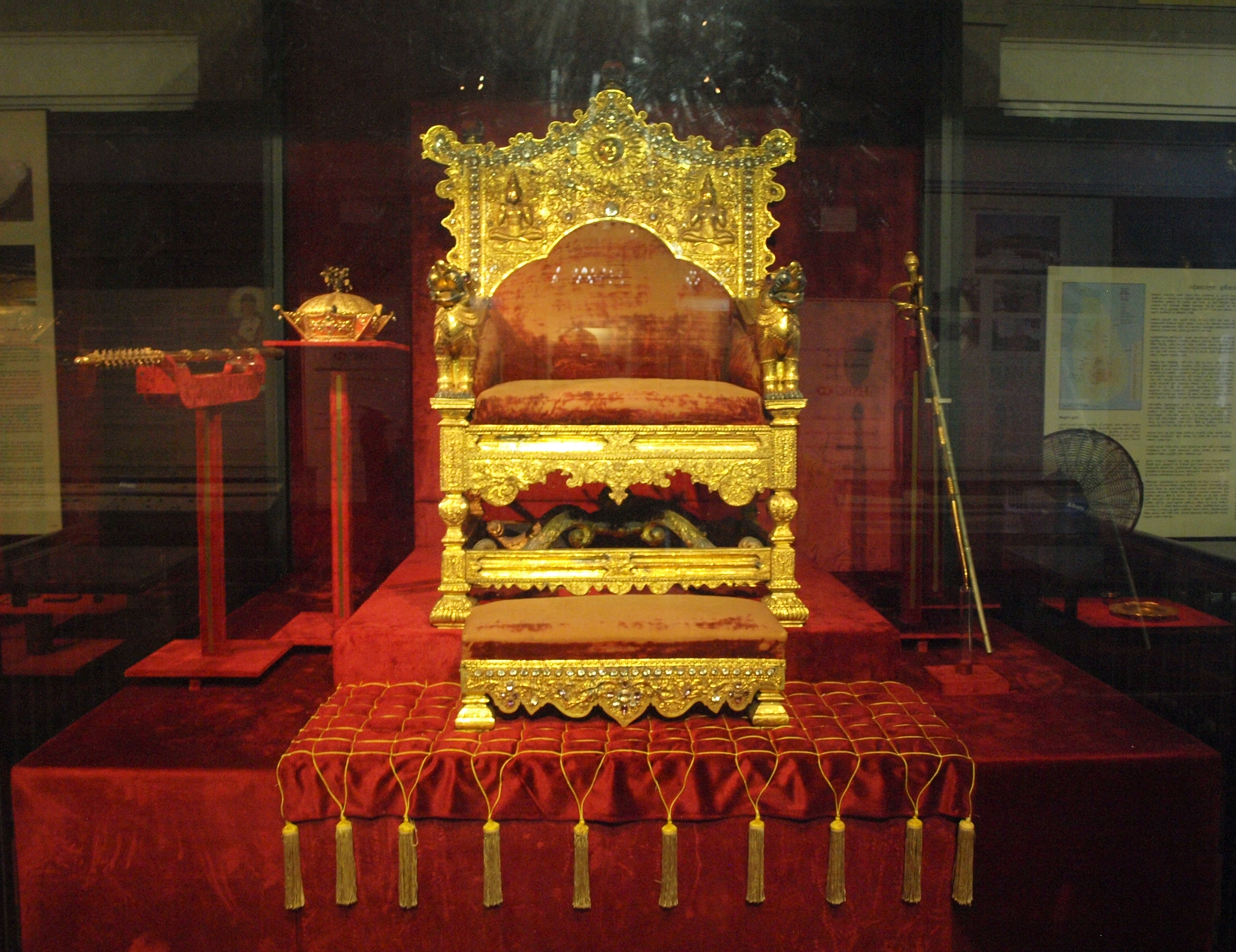
العرش والتاج والسيف لسري فيكراما راجاسينها من كاندي، آخر ملوك مملكة كاندي في سريلانكا.

- صولجان، بما في ذلك يد العدالة الفرنسية
- سيف
- أسلحة أخرى، مثل الخنجر (كما في التقاليد العربية والهندية)، أو الرمح، أو السيف الملكي (في التقاليد الملايوية)
- عصا وسوط
- مذبة؛ في اليابان، يقال أنها تمتلك بعض قوة أماتيراسو.
- تمثل الأختام، مثل ختم التراث للمملكة، السلطة الإمبراطورية بموجب تفويض السماء في الصين.

### رموز أخرى محمولة باليد
يمكن أن تمثل الشعارات أيضًا سمات أو فضائل أخرى، أي ما هو متوقع من حاملها.
وهكذا فإن شعارات الإمبراطورية اليابانية أو "الكنوز الثلاثة المقدسة" على النحو التالي:
- سيف كوساناجي (أو ربما نسخة طبق الأصل؛ الموجود في ضريح أتسوتا في ناغويا) يمثل الشجاعة
- جوهرة ياساكاني نو ماجاتاما في قصر طوكيو الإمبراطوري، تمثل الخير
- مرآة ياتا نو كاغامي الموجودة في ضريح إيسي في محافظة مي، تمثل الحكمة

منذ عام 690، أصبح تقديم هذه العناصر إلى الإمبراطور من قبل الكهنة في المزار جزءًا أساسيًا من حفل التتويج الإمبراطوري. وبما أن هذا الحفل ليس عامًا، فمن المعتاد أن يراه الإمبراطور وبعض الكهنة فقط، ولا توجد صور أو رسومات معروفة.

### أدوات التتويج
يتم تقديم بعض الأشياء التذكارية و/أو استخدامها في الحفل الرسمي للتتويج. يمكن ربطها بمنصب رفيع المستوى يتمتع بامتياز حملها وتقديمها و/أو استخدامها في المناسبة المهيبة، وأحيانًا في مناسبات رسمية أخرى، مثل الجنازة الملكية.

### تكريمات الأقارب
وبعيدًا عن الملك نفسه، يمكن استخدام الصفات (خاصةً التاج) للأقارب المقربين الذين يُسمح لهم بالمشاركة في البذخ. على سبيل المثال، في النرويج، الملكة القرينة وولي العهد هما العضوان الوحيدان الآخران في العائلة المالكة اللذان يمتلكان هذه الصفات ويشتركان في الرمزية الملكية للملك.

### الألوان
في الإمبراطورية الرومانية، كان اللون الأرجواني الصوري، والذي تم إنتاجه باستخدام مستخلص باهظ الثمن من الرخويات المتوسطية، مخصصًا في الأساس للبلاط الإمبراطوري. امتد استخدام هذا الصبغ إلى العديد من الشخصيات البارزة، مثل أعضاء مجلس الشيوخ الروماني، الذين كانوا يرتدون خطوطًا من اللون الأرجواني الصوري على أثوابهم البيضاء.
في أواخر العصر الإمبراطوري الصيني، كان اللون الأصفر مخصصًا للإمبراطور، لأنه كان يحمل العديد من المعاني. كان اللون الأصفر رمزًا للذهب، وبالتالي الثروة والقوة، وبما أنه كان أيضًا اللون الذي يرمز إلى المركز في علم الكونيات الصيني (العناصر الخمسة، أو وو شينغ)، فقد كانت الطريقة المثالية للإشارة إلى الإمبراطور، الذي كان دائمًا في مركز الكون. ونتيجة لذلك، مُنع الفلاحون والنبلاء على حد سواء من ارتداء الملابس المصنوعة بالكامل من اللون الأصفر، على الرغم من أنه سُمح لهم باستخدام اللون باعتدال.

### إضافات
- مظلة / غطاء
- مروحة
- علم
- صولجان
- الموسيقى مثل

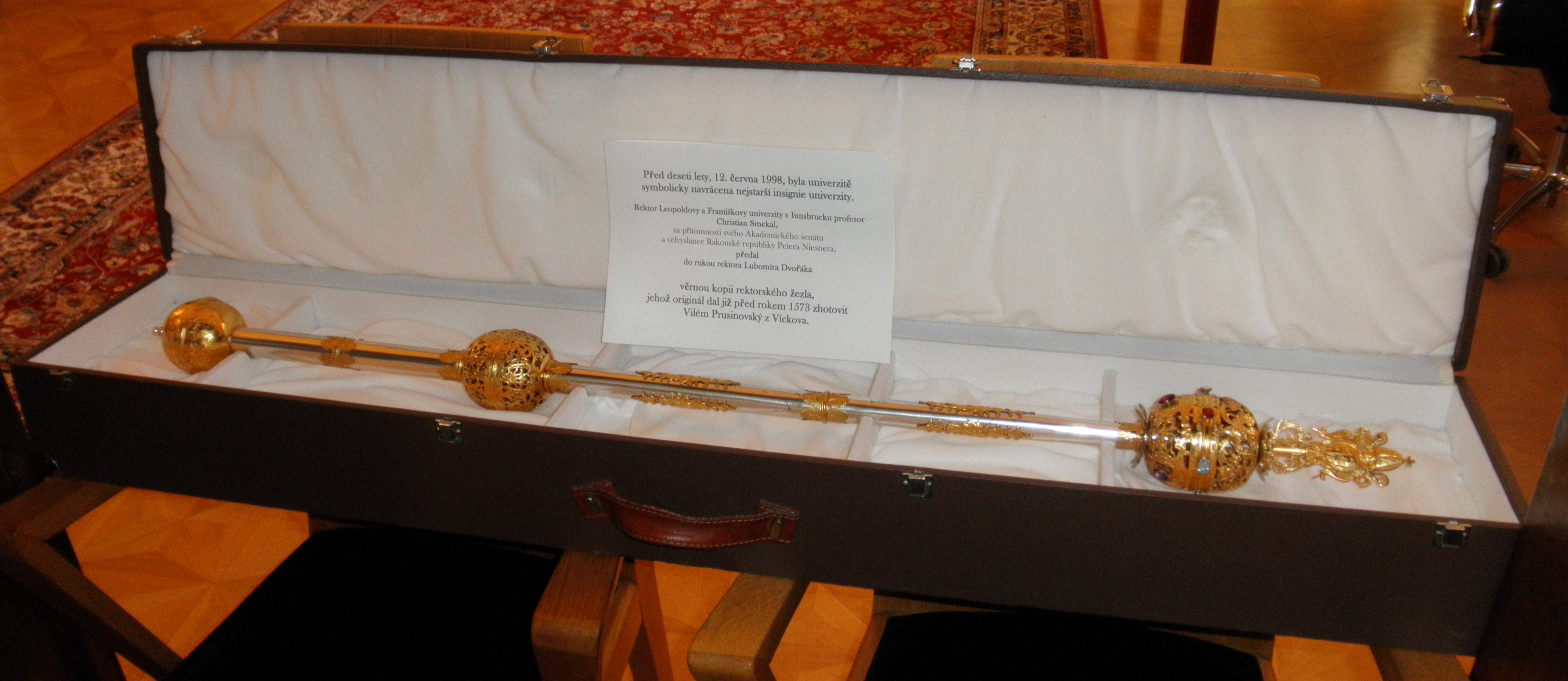
نسخة من صولجان رئيس جامعة أولوموك

  - فانفارا أو قطعة موسيقية محددة أخرى
  - آلات، مثل الأبواق الفضية، أو في الهند (خاصة ميوار) طبلة ناكارا
  - تعتبر أوركسترا نوبات الاحتفالية شرطًا رسميًا لتتويج ملك ماليزيا.

## الشعارات غير الملكية

### الجمهوريات
في الجمهوريات، يلعب الوشاح الرئاسي، الشائع بشكل خاص في بلدان أمريكا اللاتينية ولكنه يظهر في أماكن أخرى من العالم أيضًا، دورًا مشابهًا لدور الشعارات الملكية: تمييز رئيس الدولة.

### الزي الأكاديمي
الزي الأكاديمي هو شكل تقليدي من الملابس في البيئات الأكاديمية، وخاصة التعليم العالي (وأحيانًا الثانوي)، يرتديه في الغالب أولئك الذين تم قبولهم في درجة جامعية (أو ما شابه ذلك)، أو يحملون وضعًا يمنحهم الحق في ارتدائها (على سبيل المثال، طلاب البكالوريوس في بعض الجامعات القديمة). ومن المعروف أيضًا باسم الأكاديميات، وفي الولايات المتحدة، باسم الملابس الأكاديمية.

### شارات أخرى

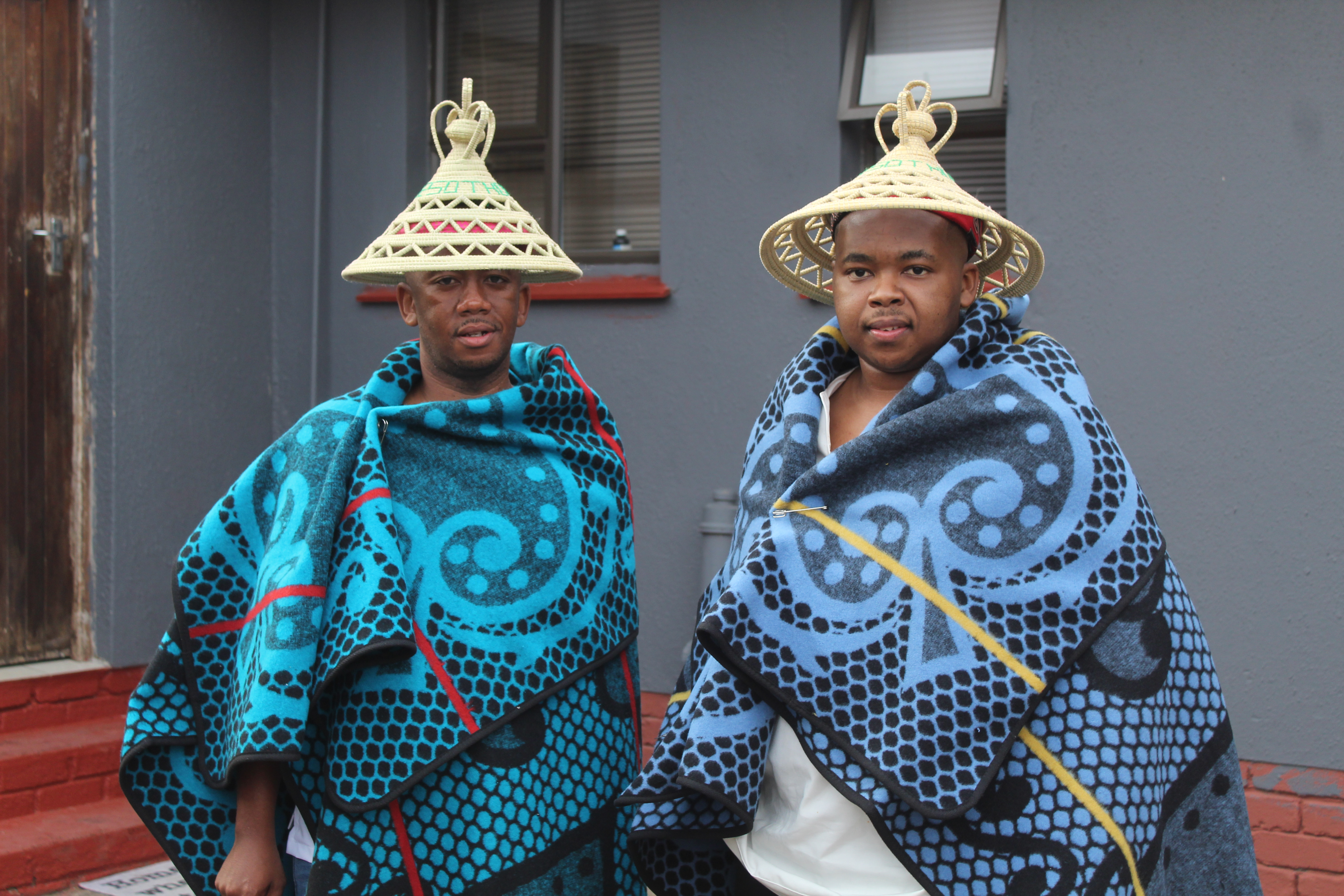
شعارات السوتو في جنوب أفريقيا

ومن الأمثلة الأخرى على الملابس غير الملكية هو الزي التقليدي الذي يرتديه السكان الأصليون لأمريكا في الولايات المتحدة، وشعوب الأمم الأولى في كندا لأغراض احتفالية، مثل مهرجان باوواو والرقص الدائري. 